# قانون (وثيقة)

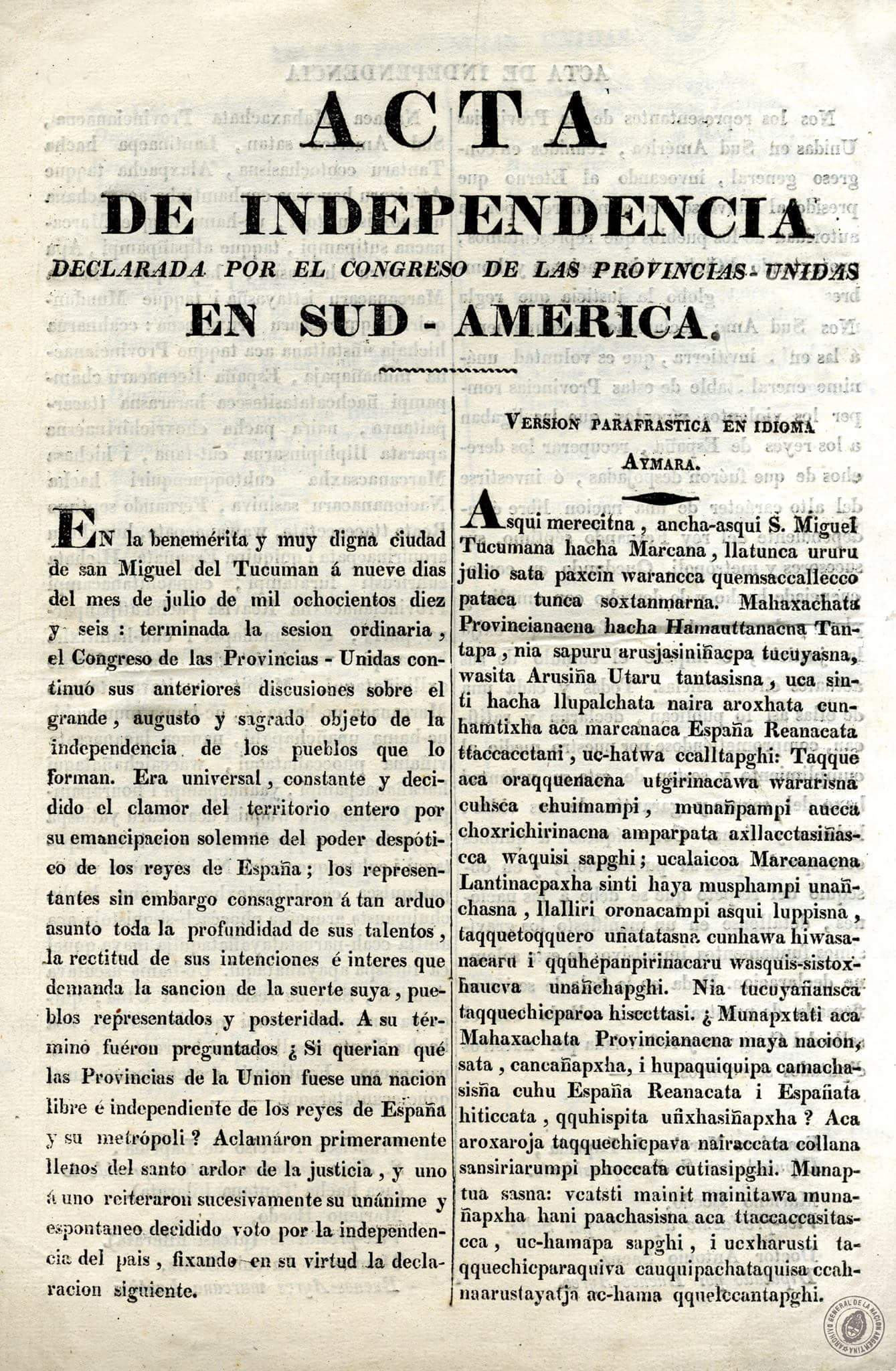
نموذج لقانون

القانون  هو صك قانوني الذي يسجل الحقيقة أو الشي الذي تم قوله، أو فعله، أو تم الاتفاق عليه. وتأخذ الأفعال بشكل عام شكل الأدوات القانونية للكتابة التي تمتلك القيمة الاحتمالية والقوة التنفيذية.عادة ما يتم الموافقة عليهم  كأدلة اثباتية ذاتية التوثيق في إجراءات المحكمة، بالرغم  من ان الوضع غير واضح  لكتاب العدل للعامة وأفعالهم بموجب القانون العام، فأن الامر يختلف في بعض الأحيان.
أشكال الأفعال المعروفة هي تشريعي، قضائي، وقانون  التوثيق.

## القانون التشريعي
القوانين  التشريعية أو القوانين المعروفة أكثر، هي الاساس في القانون التشريعي والتنظيمي ويمكن ان يضم النظام الملكي مرسوم ملكي أو أعلان أو مرسوم ينص على تأسيس القانون كمؤثر على جميع المواطنين. في الأنظمة البرلمانية أو في الكونجرس، تعرف القوانين التي تصدر عن  الهيئة التشريعية باسم قوانين البرلمان أو قوانين الكونجرس.

## قانون التوثيق
أعمال التوثيق (صك  التوثيق أو كتابة التوثيق) هو اَي سرد مكتوب للوقائع يتم تحضيره بواسطة كاتب العدل أو القانون المدني موثق بتوقيعه وختمه الرسمي.
ان العمل العدلي هو الوسيلة القانونية الوحيدة لإثبات تلك الحقائق التي يكون لها سجل معترف به، في حين انه عادة ما يكون غير مقبول، لان الامور خارجة عن السلطات المخولة لكاتب العدل بموجب القانون، هي غير رسمية. في معظم البلدان ذات القانون العام، يتم ربط الأفعال ذات ذات الصفحات المتعددة معاً باستخدام شريط محيط أو معقود (يشار اليه باسم الحرير) يتم تأمين نهايته بواسطة رقاقة اعجب بختم كاتب العدل وهذا ما يسمى بالضم.

### القانون في شكل عام
لخاصية الأولى تعرف ب (القانون بشكل عام).  قد تكون  خطوات  الشكل العام شكل سجل لبعض الأنشطة التي تهدف أو تتطلب أن يكون لها وضع الإثبات، أو القوة أو التأثير القانوني أو الإداري، أو التأثير التجاري.  الأفعال في هذا الشكل تبقى الشكل العام شكل سجل لبعض الأنشطة التي تهدف أو تتطلب أن يكون لها وضع الإثبات، أو القوة أو التأثير القانوني أو الإداري، أو التأثير التجاري..  تبقى الأعمال في هذا الشكل حجر الزاوية في ممارسة التوثيق في القانون المدني التي يتم بموجبها تكوينها كأدوات سرد فردية مكتوبة من منظور الشخص الأول لكاتب العدل.  تشمل الأفعال العامة جميع العقود والأدوات الحاكمة (مثل النقل والإرادة والثقة والتوكيل والهبة).
تقليديا، في دول القانون المدني، المسودات الأولية، التي تسمى «دقائق» (البروتوكولات سابقا) يتم كتابتها بالاختزال القانوني وتسجل التفاصيل فقط.  يتم تسجيل تاريخهم، ومظهرهم، ومكانهم، وموضوعهم في سجل كاتب العدل، ويتم الاحتفاظ بالدقائق والاحتفاظ بها في بروتوكول كاتب العدل (الأرشيف) أثناء المشاركة، وهي شكل ممتد بالكامل في يد طويلة تحت الختم والتوقيع، يتم تسليمها للظهور.  تستخدم الدقائق بعد ذلك.  يتم استخدام الدقائق بعد ذلك كنسخة رئيسية يمكن من خلالها تقديم أمثلة، أي نسخ عادلة مكتوبة.  في بلدان القانون العام، يعد كتّاب العدل العديد من النسخ الأصلية المكررة والمختومة بالكامل، لأن النسخة لن تكون مقبولة في المحكمة.  واحد مؤرشف كنسخة ملف في بروتوكول كاتب العدل.

### القانون بشكل خاص
الخاصية الثانية تعرف باسم (القانون بشكل خاص) أفضل انعكاس عن طريق شهادة التوثيق أو (docquet في إسكتلندا).بشكل عام هذه هي الكتابة الي تثبت التنفيذ الواجب عن طريق تواجد كاتب العدل أو عقد أو كتابة ثانية أو التأكد من حقيقة أو شيء يكون لكاتب العدل دراية به. يتم الموافقة على شهادات التوثيق أو الحاقها بمستند معمول به مسبقاً ويشهد على تنفيذه على الجانب الواجب أو طبيعته أو اثاره القانونية. كإجراء احتياطي قد تتضمن الشهادة ايضاً معلومات مثل عدد الصفحات، وشرح عن المستند وعنوانه واي ميزات أخرى لمنع إضافة وازالة الصفحات، إذا تم ارفاقها فقد يتم طبع الشهادات القصيرة بنصف ختم على الشهادة ونصف على بقية الصفحة.
يكون شكل شهادات التوثيق أشكال كاملة أو نماذج قصيرة. يتكون النموذج الكامل على كل معلومات التمهيد مثل التاريخ والمكان وظهور الشيء واثبات الهوية، وايضاً الشهادة الرئيسية.والنموذج القصير يحتوي بالعادة على المكان والتاريخ و (شرط التصديق) فقط. ثم ينتهي كلاهما ب (بند شهادة).